# ثور نيس كريستيانسين
ثور نيس كريستيانسين (28 ديسمبر 1957 - 30 مارس 1981)، قاتل متسلسل من أصل أمريكي دنماركي، من مدينة سولفانج كاليفورنيا. ارتكب أول ثلاث جرائم في نهاية 1976 وبداية 1977. قتل شابات شكلهن متشابه من «إيسلا فيستا» في كاليفورنيا. حفزت جرائمه مظاهرات شديدة تعارض العنف ضد النساء وتدعو إلى توفير مواصلات آمنة للشباب في «إيسلا فيستا». في 1979، قتل شابة سوداء من لوس أنجلوس. هربت ضحيته الخامسة بعدما أصيبت برصاصة في رأسها، ثم تعرفت عليه لاحقًا في بار في لوس أنجلوس.